# Miguel Ángel Bustos
Miguel Ángel Bustos (Buenos Aires, 30 maggio 1932 – Buenos Aires, 20 giugno 1976) è stato un poeta, pittore e critico letterario argentino.
Nella complessa figura di Miguel Ángel Bustos è riconosciuto il profilo di un importante uomo di cultura e artista argentino: poeta e disegnatore, antropologo, critico letterario e docente universitario, ucciso dai militari del suo Paese.  

## Biografia
Nato e cresciuto a Buenos Aires, figlio di José Miguel Ángel Bustos e di Haydée von Joeker, primo di quattro fratelli, inizia a scrivere già da bambino: la sua prima poesia, dedicata alla madre all'età di sette anni, paragona la madre a una 'tigre, a una leonessa che allatta le tigri'. È il nonno paterno ad avvicinarlo ai libri.  Segue studi filosofici che lascia però incompiuti nel 1951. Si dedica alle lingue e in particolare approfondisce inglese, francese, italiano, tedesco e rumeno. 
Viaggia a lungo in America Latina, visitando Brasile, Bolivia e Perù, tra il 1960 e il 1962.
Nel 1964 si sposa ma si separa dopo poco tempo. Tenta il suicidio e viene ricoverato per un breve periodo in un ospedale psichiatrico; soffre di epilessia. 
Lavora come pubblicista, si dedica al disegno e alla critica letteraria, mentre pubblica, con successo, i suoi primi libri di poesia. 
Nel 1968 si lega all'illustratrice Iris Alba, con la quale resterà fino al termine della sua vita e dalla quale avrà un figlio nato nel 1972. 
Per il suo impegno politico a fianco del Partido Revolucionario de los Trabajadores, a fine maggio del 1976 fu rapito, detenuto clandestinamente, torturato e infine ucciso dai militari della dittatura argentina; i suoi resti furono identificati solo nel 2014. È oggi noto che fu giustiziato da uno squadrone paramilitare il 20 giugno del 1976. 
Lasciò un figlio, Emiliano Bustos, all'epoca un bimbo di quattro anni, oggi poeta e artista visuale, come il padre (residente a Buenos Aires).

## Opera
Ha pubblicato in vita cinque raccolte poetiche, tra il 1957 e il 1970. Con Visión de los hijos del mal ha vinto il secondo 'Premio Municipal de Literatura de la Ciudad de Buenos Aires' nel 1967. Le sue poesie compaiono in numerose antologie. Autore spesso genericamente assimilato alla generazione del 60, apprezzato e sostenuto da autori come Juan Gelman e Leopoldo Marechal, in realtà si distingue per l'ispirazione surrealista e immaginifica, resa potente dall'impegno e l'interesse rivolto alle culture precolombiane, alle tradizioni mistiche e alle produzioni visionarie dei poeti di ogni epoca oltre che per l'espressività teatrale e favolistica che caratterizza una parte della sua opera. 
Appassionato di lingue, che studiò ampiamente, era anche dotato per il disegno e la pittura: seguì i corsi di Juan Battle Planas e tenne una personale a Buenos Aires nel 1970, con catalogo a cura di Aldo Pellegrini. 
I suoi libri, messi al bando dalla dittatura, hanno continuato a circolare clandestinamente dopo la sua scomparsa ma per oltre trent'anni mai più nulla fu ristampato, fino a quando nel 2008 suo figlio Emiliano ha curato l'edizione dell'intera opera poetica, inclusi molti inediti nel volume Visión de los hijos del mal (Editorial Argonauta, 2013). Nel 2007 è uscito anche un corposo volume che riunisce la produzione di Bustos nell'ambito della critica letteraria, (Ediciones del CCC, Centro Cultural de la Cooperación Floreal Gorini, Buenos Aires) sempre a cura del figlio. Nel 1998 Alberto Szpunberg aveva curato un'antologia di sue poesie: Despedida de los ángeles (Libros de Tierra Firme, Buenos Aires). 

### Poesia
- Cuatro murales, pubblicato in proprio, con disegni dell'autore (1957)
- Corazón de piel afuera, introduzione di Juan Gelman, Ed. Nueva Expresión, Buenos Aires (1959)
- Fragmentos fantásticos, con disegni dell'autore, Ed. Francisco Colombo, Buenos Aires (1965)
- Visión de los hijos del mal, introduzione di Leopoldo Marechal, Ed. Sudamericana, Buenos Aires (1967)
- El Himalaya o la moral de los pájaros, con illustrazioni dell'autore, Ed. Sudamericana, Buenos Aires (1970)
- Visión de los hijos del mal - Poesía completa, introduzione e curatela di Emiliano Bustos, Editorial Argonauta, Buenos Aires (2008)

### Antologie
- Despedida de los ángeles, raccolta di poesie inedite con un'illustrazione di copertina di Emiliano Bustos e curatela di Alberto Szpunberg, Libros de Tierra Firme, Buenos Aires, 1998.

### Prosa
- Miguel Angel Bustos. Prosa. 1960- 1976, Ediciones del CCC, Centro Cultural de la Cooperación Floreal Gorini, 2007

### Traduzioni
- Archipel du tremblement, antologia in francese, a cura di Stéphane Chaumet, Al Manar, 2015
- Vision of the children of evil, due volumi, a cura di Lucina Schnell, Co-Impress, 2018
- Frammenti fantastici, comprende anche Quattro murales e Cuore con la pelle esposta, a cura di Laura Branchini, Asinelli Editori, 2023